# El Naranjo (Guerrero)
El Naranjo es una población rural mexicana del estado de Guerrero, ubicada en la región de la Costa Grande. Es parte del Municipio de Coahuayutla de José María Izazaga.

## Historia
La relevancia histórica del Rancho  El Naranjo está en su ubicación geográfica que fue clave para la comunicación de los municipios La Unión y Coahuayutla en los tiempos de la Guerra de Independencia de México. El Camino Real era la  vía más directa que comunicaba a los ranchos con La Unión y Coahuayutla. Coahuayutla fue centro de operaciones del insurgente José María Morelos que viajó a Coahuayutla desde Morelia Michoacán, antes conocida como Valladolid. En el año 1818, Vicente Gurrero instaló una comandancia para el  ejército insurgente en la cabecera municipal. Desde Coahuayutla y los ranchos locales como El Naranjo, los revolucionarios pelearon batallas contra los fieles del Imperio Español y fueron claves para ganar la Independencia de México. El ejército  revolucionario reclutaba hombres locales para la lucha y ellos se sentían protegidos en todo el Municipio por el río Balsas en el norte y noroeste, las montañas de la sierra en el este, y el Océano Pacífico en el sur. Aparte de los muy conocidos héroes de la independencia, Morelos y Guerrero, también el Licenciado José María Izazaga,  nativo del municipio de Coahuayutla, Isidro Montes de Oca nativo de la Unión fueron y Hermenegildo Galeana nativo de Tecpan fueron claves en las batallas luchadas en la Costa Grande y la Sierra de Guerrero.

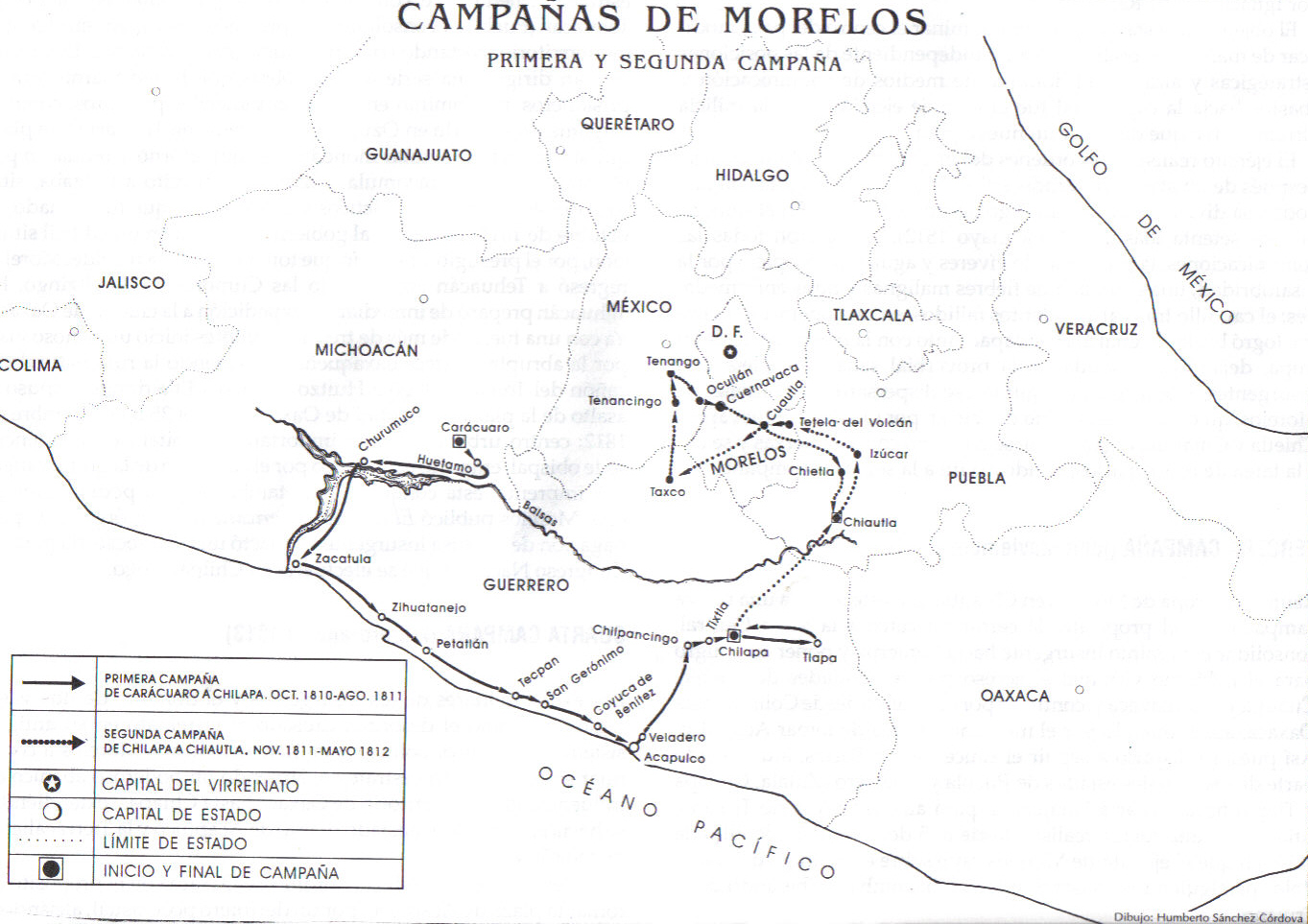
El Camino Real - Ruta de la Primera Campana de Morelos

### Principios delsigloXX
Durante la época de la Revolución Mexicana los pobladores de El Naranjo no tomaron partido en la lucha armada y se mantuvieron en paz, relativamente. No obstante, los Hermanos López Valdovinos, Don Erasmo, conocido como el “Toro Prieto” y Don Ramón (hijos de Don Julio López y nietos de uno de los terratenientes lugareños, Don Alejando Valdovinos) tenían su visión clara y apoyaban la idea de la repartición de tierras entre los campesinos. Los terratenientes del lugar tampoco se involucraron directamente en la lucha, pero simpatizaban con Darío Prieto, el líder armado y pagado en la región para defender los intereses de los hacendados. Según las historias   de Doña Francisca López Valdovinos, nativa de El Naranjo, durante la "Bola" como ella le llamaba a la revolución, en El Naranjo nunca corrió la sangre. No obstante, Darío Prieto y sus hombres armados persiguieron a los Hermanos López Valdovinos sin éxito. Eventualmente, cuando la lucha terminó, Don Erasmo y Don Ramón López Valdovinos fueron exitosos como líderes en formar dos ejidos, La Parotita y El Naranjo en el Municipio. 
A diferencia de la gran mayoría de las poblaciones rurales de Guerrero y México en general, El Naranjo no se caracterizaba por las grandes haciendas. El territorio de El Naranjo estaba dividido en pequeñas propiedades y entre los principales pobladores y terratenientes del lugar estaban las familias  Valdovinos, Pérez, y Maciel. Don Alejandro Valdovinos, padre de Marcelino Valdovinos era el dueño del Sollamiche, Los Pérez eran dueños de la Maroma y la familia  Maciel encabezada por Don Andrés Maciel y sus hijos Pedro, Herminio, Jesús y Daniel Maciel Torres eran los propietarios de El Rincón de las Huertas, El Chaluco, El Jacaniquil, Las Higuanas y la Huerta del Naranjo. Había también otros pequeños propietarios pero la gran mayoría de los pobladores trabajaban como medieros y empleados de los familias terratenientes.

### Ejido El Naranjo
Después de la Revolución Mexicana, las tierras se repartieron y se formaron los ejidos. La primera repartición de tierras y la formación del Ejido El Naranjo fue encabezada por Don Ramón López Valdovinos, hijo de Don Julio López y nieto del terrateniente Alejandro Valdovinos.  La segunda repartición de tierras y la expansión del Ejido El Naranjo fue en la década de los 1980’s y fue encabezada por un número significativo de los lugareños. Entre ellos, se pueden destacar a los Hermanos López Oregón, Julio y Apolonio; los Hermanos Torres López, Benito, Aurelio y Bernardino; los Hermanos Torres Solano, Martín y Antonio; los Hermanos Betancourt, Valentín y Arcadio; los Señores, Juan Cervantes, Rogaciano Ruiz y Efraín Barrera. Los Hermanos Valdovinos, Ángel, Alberto y José; los Hermanos Sánchez Juan, Felipe, Francisco y Pedro; los Hermanos Mercado, Cándido, Amador y José; los Hermanos Martínez Arcadio y Francisco, los Hermanos Zabala Seferino y Martiniano, y los Señores Felimón Valdovinos, Francisco Carranza, Eron Soza, Martin Corona, Albertano Cervantes, Antonio López, Seferino Bustos, Pablo Leyva, y Antonio Rodríguez también fueron clave en el éxito de la expansión del ejido. El Ejido de El Naranjo también incluye El Puerto de El Naranjo, La Maroma y El Sollamiche. 

Los ejidos son gobernados por la Asamblea Ejidal de manera democrática y los miembros (compañeros) toman las decisiones y eligen a la Mesa Ejidal que es compuesta por el Comisariado, y el Consejo de Vigilancia. Don Ramón López Valdovinos fue el primer Comisariado de El Naranjo en la década de los años 1940. Después de la expansión del ejido, algunos de los Comisariados  que dirigieron la Mesa directiva y la repartieron de tierras fueron Julio López Oregón, Valentín Betancourt y Benito Torres López en los años 1980's, y Antonio Torres Solano a principios de los años 1990's. Juan Cervantes y Arcadio Vetancourt también tomaron papeles claves en el Consejo de Vigilancia.

## Demografía

### Población
Según el II Conteo de Población y Vivienda efectuado por el Instituto Nacional de Estadística y Geografía (INEGI) en 2010, el Naranjo Municipio de Coahuayutla tenía un total 351 habitantes.
| Localidad               | Población Censo 2010 | Censo 2000 | Censo 1990 | Censo 1960 | Censo 1930 | Censo 1900 |
| Total Municipio         | 13,025               | 15372      | 13,465     | 12057      | 9546       | 7550       |
| Coahuayutla de Guerrero | 1,473                | 1303       | 1281       | 464        | 460        | 607        |
| El Naranjo              | 220                  | 351        | 410        | 409        | 230        | 304        |

## Personas destacadas
- Marcelino Valdovinos (1874-¿?) Presidente Muninicipal de Coahuayutla a principios del siglo XX.
- Andrez Maciel (1845-¿?) Terrateniente del Rancho y uno de los originarios pobladores del Naranjo.
- Ramón López Valdovinos (1917-¿?) Comisario, Agrarista y líder fundador del Ejido El Naranjo.[10]

## Economía
La gran mayoría de los pobladores no tienen empleos formales y se dedican a la agricultura y ganadería en pequeña escala. También, la economía local es apoyada por programas del gobierno y remesas del exterior del país. Cuando los jóvenes crecen, algunos continúan el oficio de sus padres, pero muchos emigran a Los Estados Unidos de América en busca de mejores oportunidades. California es el destino principal, y de hecho  California es el estado donde viven la mayoría de las familias procedentes de El Naranjo.

## Educación
En educación formal es limitada y cuenta únicamente con una escuela Primaria y otra Preescolar. Cuando los estudiantes se gradúan de la primaria, ellos y sus familias toman la difícil decisión de parar sus estudios o dejar a sus familias para irse a estudiar la secundaria a Coahuayutla o a La Unión.
También para la educación media superior y universitaria, los pobladores de El Naranjo tienen que viajar a las ciudades cercanas como Lázaro Cárdenas y Zihuatanejo y a otras más alejadas como Iguala, Morelia y Chilpancingo, capitales de los Estados de Michoacán y Guerrero, respectivamente. Muchos de los jóvenes se van al extranjero y por lo general ya no regresan a su pueblo natal.
- Escuela Primaria: Ignacio Manuel Altamirano
- Escuela Preescolar: Jardín de Niños Arabia